# La Volupté
La Volupté est une bande dessinée du Français Blutch publiée par Futuropolis en 2006. Elle a obtenu le Prix polonais au Festival d'Angoulême 2007.